# Niccolò dell'Arca

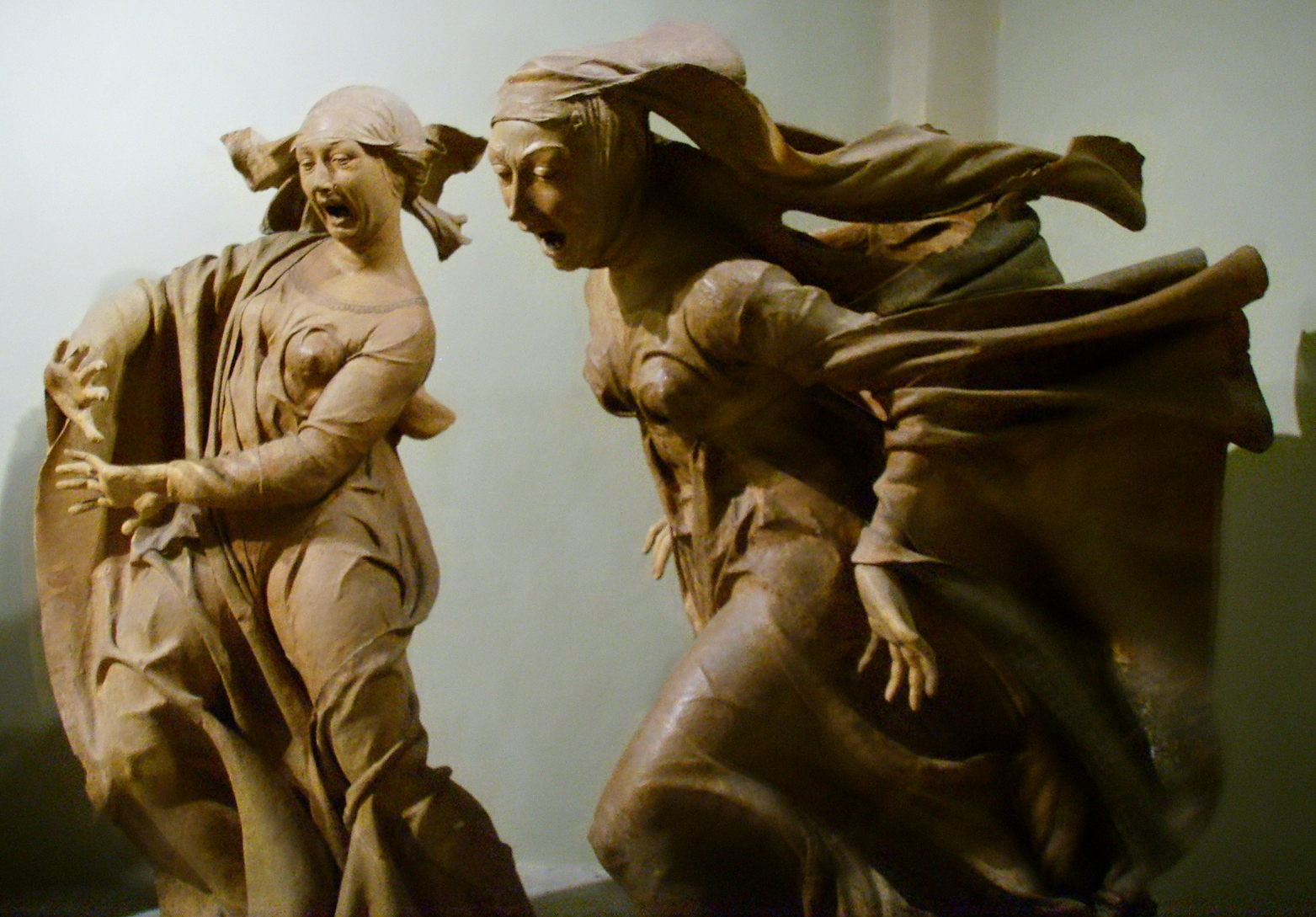
Due statue del Compianto sul Cristo morto, Santa Maria della Vita, Bologna

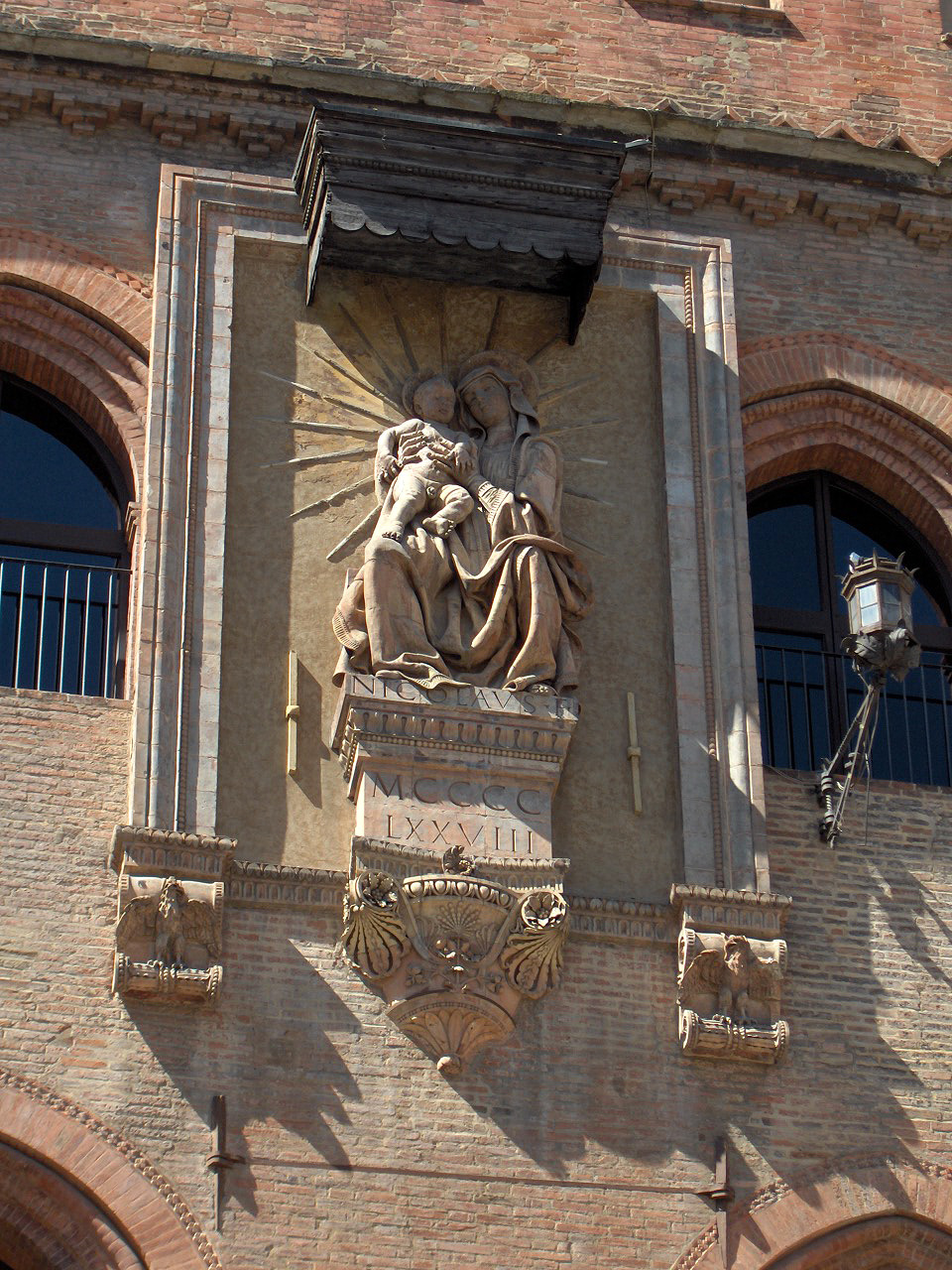
Madonna di Piazza, palazzo d'Accursio, Bologna

Niccolò dell'Arca, noto anche come Nicolò dall'Arca o Niccolò d'Antonio d'Apulia o Niccolò da Bari (1435 circa – Bologna, 1494), è stato uno scultore italiano attivo a Bologna, tra i protagonisti della scultura dell'Italia settentrionale nel XV secolo.

## Biografia e opere
Nei primi documenti si trova citato come de Apulia, il che fa pensare come un artista di provenienza meridionale (il termine "Apulia" all'epoca indicava tutto il Regno di Napoli), probabilmente di Bari, e forse visitò Napoli (dove avrebbe potuto conoscere il catalano Guillem Sagrera) o la Francia (dove potrebbe essere stato in contatto con le opere del borgognone Claus Sluter), prima di stabilirsi a Bologna verso il 1460. Qui ricevette alcune commissioni, tra le quali alcune formelle dei finestroni del lato est della basilica di San Petronio. Un documento lo ricorda nel 1462, come affittuario di una bottega nei pressi di San Petronio, con la qualifica di maestro di figure in terracotta.

### IlCompianto sul Cristo
Il suo capolavoro, il Compianto sul Cristo morto, è un'opera con sette figure a grandezza naturale in terracotta con tracce di policromia, della quale non si conosce né la datazione (tra il 1463 e il 1490) né l'esatta disposizione di ciascuna figura. Straordinaria è la drammaticità di alcune di queste figure, che non ha pari nella cultura italiana dell'epoca, almeno nelle opere pervenuteci, e che ha posto l'interrogativo delle fonti alle quali Niccolò attinse: sicuramente la scultura della Borgogna, poi l'Umanesimo gotico d'oltralpe e le novità drammatiche dell'ultimo Donatello, ad esempio la Maddalena che oggi è al Museo dell'Opera del Duomo di Firenze. Pare però che la connessione più diretta riguardi l'attività dei pittori ferraresi attivi in quegli anni a Bologna, in particolare Ercole de' Roberti ai perduti affreschi della Cappella Garganelli.
Il Compianto sul Cristo morto di Niccolò dell'Arca a Bologna (1485 circa) è senz'altro un'opera senza paragoni apparente nel panorama della scultura italiana del XV secolo. Quest'opera, però, non ebbe una significativa influenza nella scuola emiliana dell'epoca: la sua furiosa forza espressiva venne presto smorzata dai diffusissimi gruppi scultorei del Compianto del modenese Guido Mazzoni, dai toni più pacati e convenzionali.

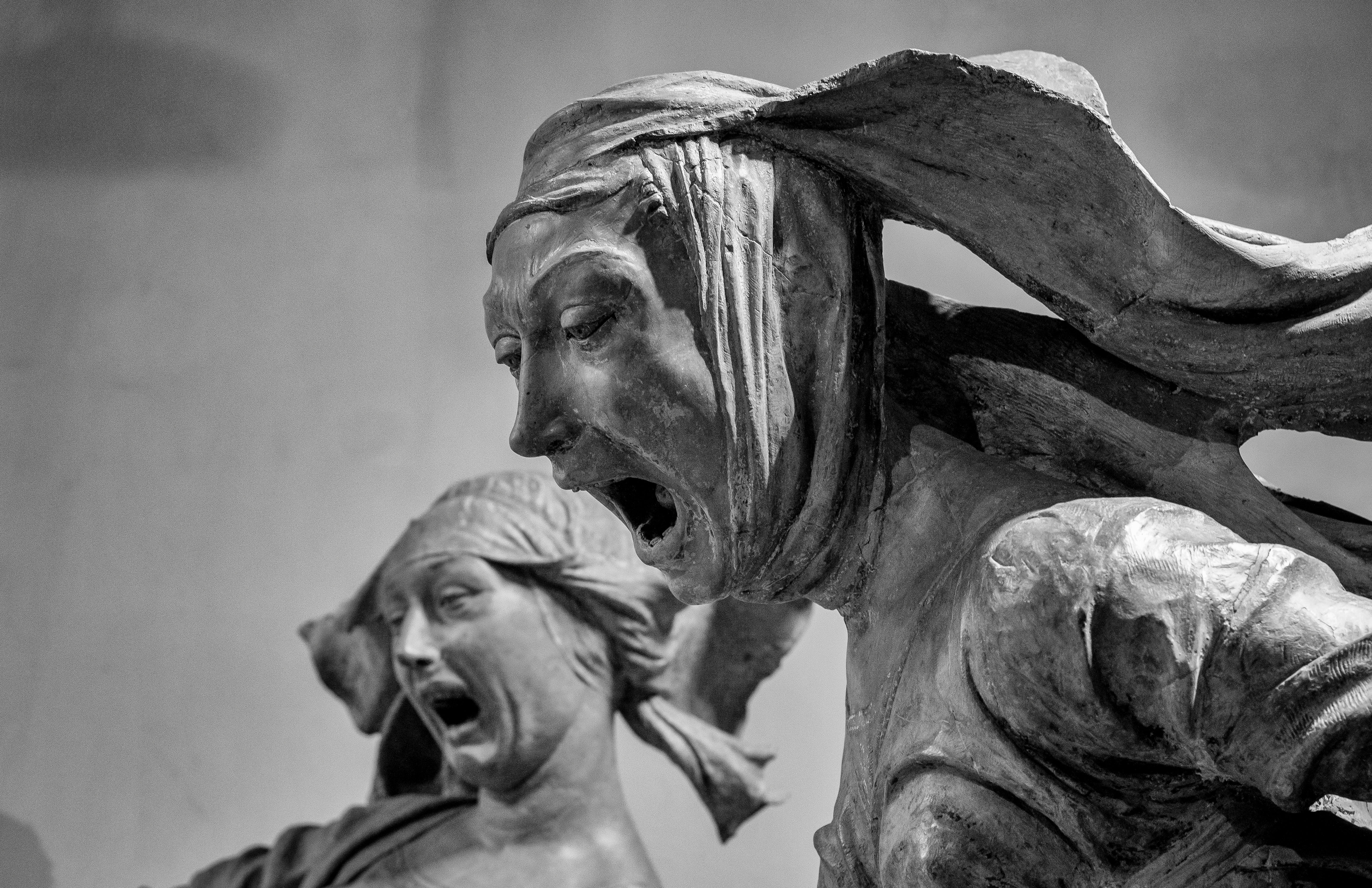
Particolare del Compianto sul Cristo morto

### L'Arca di San Domenico

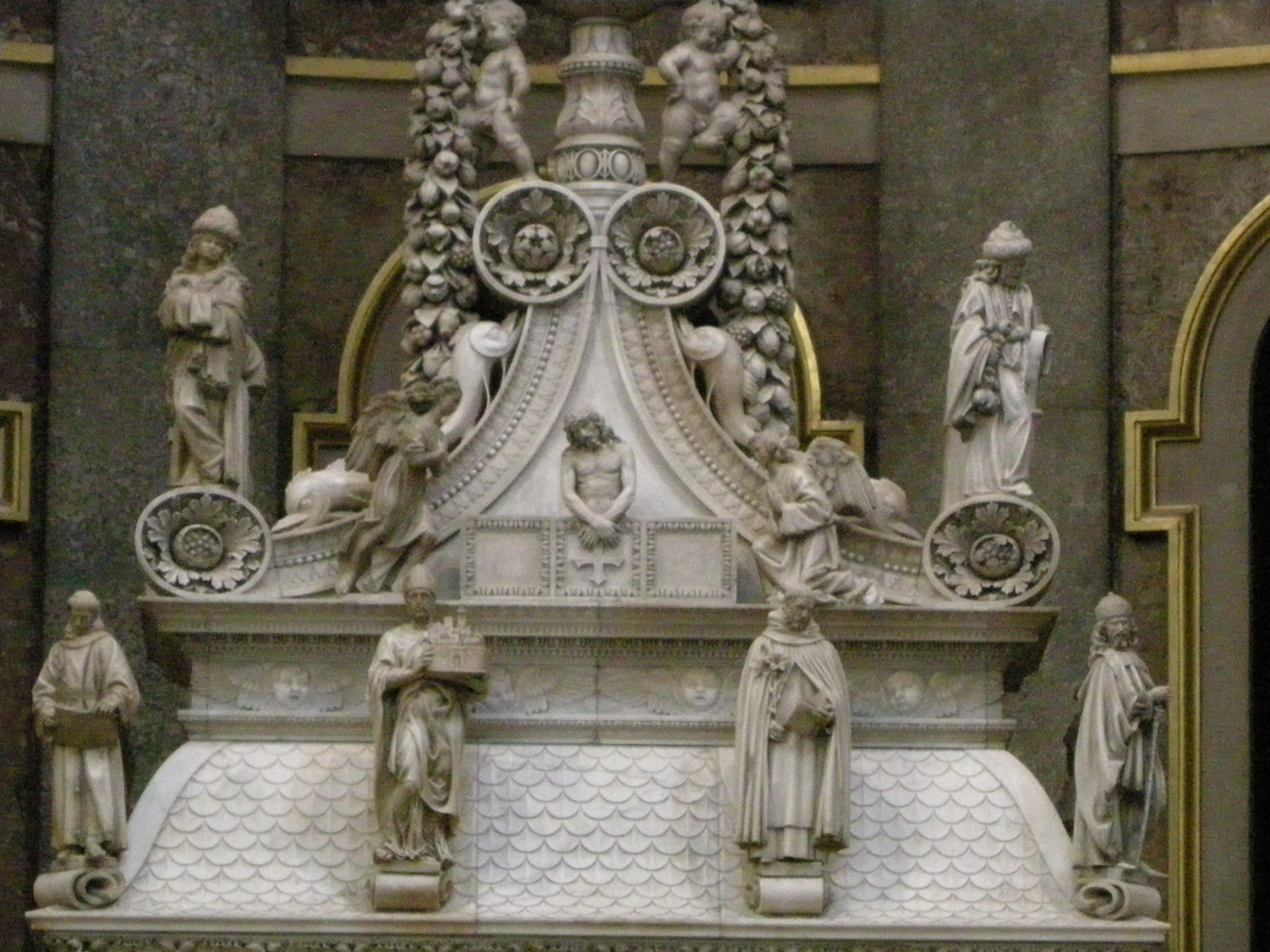
Arca di San Domenico, parte superiore di Niccolò dell'Arca

L'opera per il quale però Niccolò vide la sua fortuna fu la risistemazione dell'Arca di San Domenico, che gli valse il soprannome dell'Arca. Questa tormentata opera, che custodisce le spoglie di san Domenico di Guzman nell'omonima basilica, era stata iniziata due secoli prima da Nicola Pisano e dalla sua bottega (in particolare Arnolfo di Cambio).
Niccolò, tra il 1469 e il 1473, ne curò la cimasa dove pose le statue degli Evangelisti, di san Francesco, san Domenico, san Floriano, sant'Agricola, san Vitale e un Cristo morto adorato da angeli, il tutto coronato dal Dio Padre, creatore del mondo. Vi si leggono riferimenti al rinascimento toscano, con una maggiore attenzione alla fisionomia dei personaggi secondo lo stile borgognone.

### Altre opere

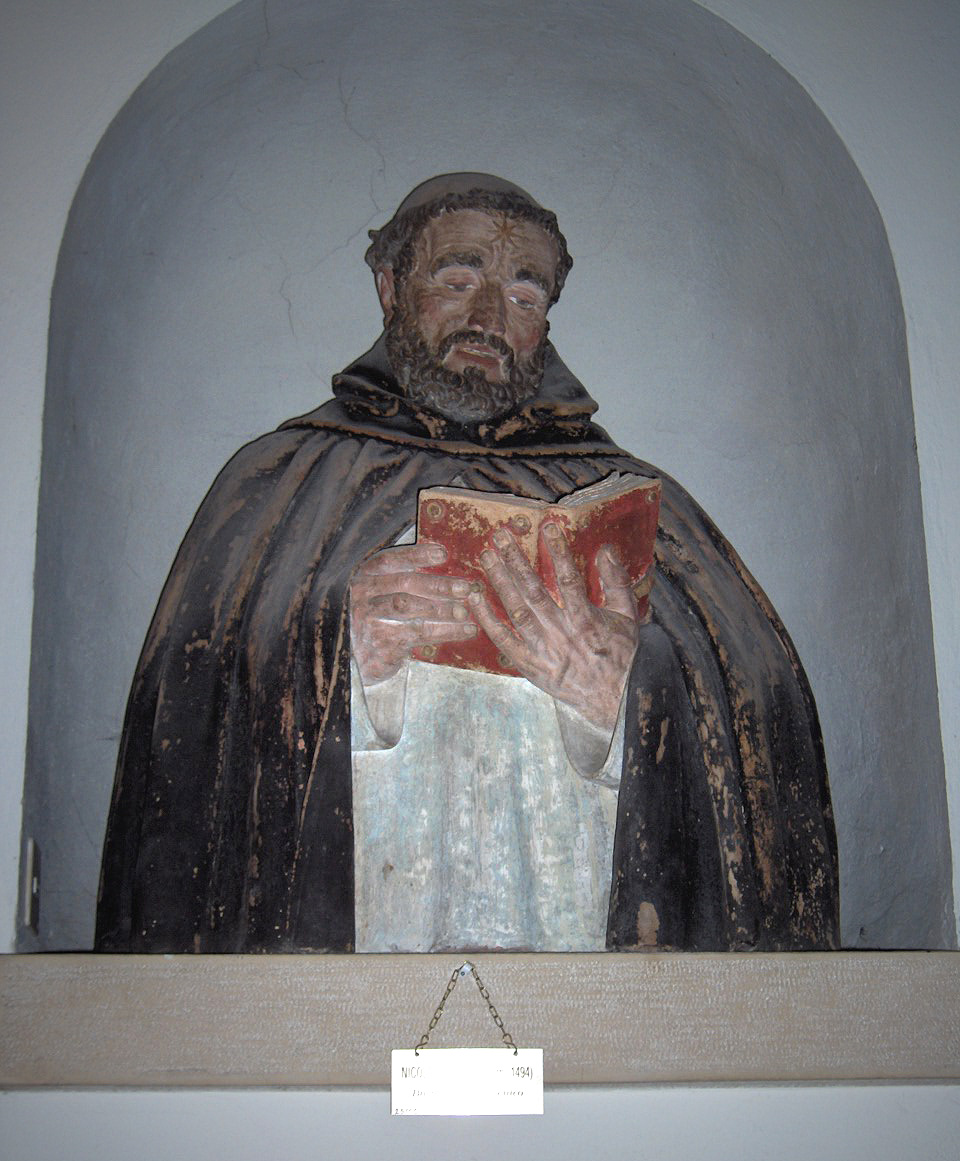
San Domenico, basilica di San Domenico, Bologna

Altre opere sono la Madonna di Piazza con Bambino (1478) per palazzo d'Accursio (dove si notano influenze di Jacopo della Quercia e Verrocchio), due busti di San Domenico in terracotta (1475-1476), uno dei quali è nella basilica di San Domenico e l'altro nella collezione privata Cavallini Sgarbi. Nella collezione Cavallini Sgarbi si trova anche un'Aquila (ca. 1478), mentre la più famosa Aquila di Niccolò si trova da sempre nell'alto del protiro di entrata della chiesa bolognese di San Giovanni in Monte.